# Георг Фрідріх (маркграф Баден-Дурлаху)
Георг Фрідріх (нім. Georg Friedrich; 30 січня 1573 — 24 вересня 1638) — 5-й маркграф Баден-Дурлаху в 1604—1622 роках.

## Життєпис

### Маркграф Баден-Заузенбергу
Походив з династії Церінгенів. Молодший син Карла II, маркграфа Баден-Дурлаху, та Анни фон Пфальц-Фельденц. Народився 1573 року в Дурласі. 1577 року втратив батька, а у 1586 році — мати.
Від батька успадкував маркграфство Баден-Заузенберг. Спочатку регентом була його мати, потім до 1583 року Людвіг VI Віттельсбах, курфюрств Пфальцу, за ним Філіпп Людвіг, герцог Пфальц-Нойбургу і Людвиг I, герцог Вюртембергу. Виховувався в лютеранському дусі. Освіту здобув в Страсбурзькому університеті, вільно володів латиною, італійською та французькою мовами. Після цього подорожував Фран-Конте, Швейцарією та Італією, де слухав курси в Базельському і Сієнському університетах. Залишився вірним лютеранству після навернення старшого брата Ернста Фрідріха, маркграфа Баден-Дурлаху, до кальвінізму, а другого брата — Якоба, маркграфа Баден-Гахбергу, — до католицтва. У Зульбургу заснував лютеранську школу.
1592 року одружився з Юліаною Урсулою, представницею впливового роду фон Зальм. 1595 року оголошений повнолітнім, перебравши панування над Баден-Заузенбергом. Того ж року отримав від старшого брата Ернста Фрідріха маркграфство Баден-Гахберг. 1599 року Георг Фрідріх переніс резиденцію з Реттельна до Зульцбурга. 1603 року видав Лісове законодавство для своїх володінь. Того ж року заснував обмінний банк.

### Маркграф Баден-Дурлаху
У 1604 році після смерті старшого брата Ернста Фрідріха успадкував маркграфство Баден-Дурлах. Невдовзі відновив лютеранство в усьому маркграфстві. Водночас наказав розпочати роботу над кодифікацією цивільного права (була завершена 1622 року, але кодекс набрав чинності 1654 року).
Активно підтримував діяльність Протестантської унії, куди увійшов 1608 року. 1612 року уклав оборонний союз з швейцарськими містами Берн і Цюрих. 1614 року після смерті дружини одружився вдруге, з Агатою Ербах-Бройберг. З початком 1618 року Тридцятилітньої війни зібрав 12-тисячне військо з наміром допомогти Фрідріху V, курфюрсту Пфальца, якого було обрано королем Богемії.
1620 року перекрив шлях військам Католицької ліги, що намагалися пройти з Ельзасу до Верхнього Дунаю. У 1622 році рушив на допомогу протестанським військам, але запізнився до битви біля Мінгольсгайму. Зосередив зусилля на захисту баденських земель від військ імператорського генерала Йоганна Тіллі. Втім того ж року зазнав тяжкої поразки від останнього у запеклій битві біля Вімпфену. Сам маркграф отримав поранення пікою у голову. Спроби зібрати нові війська виявилися марними. В результаті вимушений був залишити маркграфство Баден-Баден, де був адміністратором. Решту військ він розпустив в Дурласі. Після цього зрікся трону на користь сина Фрідріха. Разом з тим імператор Фердинанд II оголосив йому опалу. Тому Георг Фрідріх перебрався до Базелю.

### Подальша діяльність
1625 року перебирається до Женеви, де невдовзі вступив у конфлікт з тамтешнім магістратом через свою прихильність лютеранству. Тому їде до містечка Тон, де йому підтримку надав Карл Еммануїл I, герцог Савойський.
1627 року поступив на службу до короля Данії Кристіана IV, отримавши звання генерал-лейтенанта. Повинен був зупити наступ імператорського війська на чолі із Альбрехтом фон Валленштайном, який перед тим переміг данську армію у битві під Лутером. Але відступив до Гольштейну. Звідси рушив до графства Ольденбург, де зазнав поразки від імператорського війська на чолі із Генріхом фон Шліком, внаслідок цього Георг Фрідріх здався йому.
Слідом за цим пішов з данської служби, оселившись в Страсбурзі, де займався релігійними питаннями та намагався просунути ідею об'єднання Бадену. Помер там 1638 року.

## Творчість
Є автором трактату про сучасну війну (складено у 1614—1617 роках), присвячений синам Фрідріха, Карлу та Христофору. Його не було ніколи надруковано. Зберігся в рукописі.

## Родина
1. Дружина — Юліана Урсула, донька графа Фрідріха фон Зальм
Діти:
- Урсула Катерина (1593—1615), дружина принца Отто Гессен-Кассельського
- Фрідріх (1594—1659), маркграф Баден-Дурлаху
- Анна Амалія (1595—1651), дружина графа Вільгельма Людвіга Нассау-Саарбрюккен
- Філіпп (1596—1597)
- Карл (1598—1625)
- Юліана Урсула (1600)
- Рудольф (1602—1603)
- Христофор (1603—1632)
- Анна Августа (1604—1616)
- Сибілла Магдалена (1605—1644), дружина графа Йоганна фон Нассау-Ідштайн
- Франціска (1606)
- Урсула Марія (1607)
- Франціска Сибілла (1609)
- Софія Доротея (1610—1633)
- Ернестіна Софія (1612—1658)

2. Дружина — Агата, донька графа Георга III фон Ербах-Бройберг
Діти:
- Агата (1615—1616)
- Анна (1617—1672)
- Єлизавета (1620—1692)

3. Дружина — Єлизавета, донька Йоганна Томаса Штольца, власного секретаря маркграфа
Діти: не було